# Vital de Milán
Vital de Milán (a veces nombrado como Vidal) es venerado como santo en la Iglesia católica. Algunas fuentes relacionan a Vital con la leyenda de san Ursicino de Rávena (no confundir con el obispo Ursicio de Rávena), un médico cristiano del siglo I que, cuando fue condenado por sus creencias, fue conminado por san Vital a ser firme; así fue como los romanos averiguaron que san Vital también era cristiano. Por lo visto, Vital estaba casado con santa Valeria y era padre de san Gervasio y san Protasio.
San Ambrosio de Milán habla de él en su «Exhortatio Virginalis», redactada en Florencia en el año 393. En este texto se describe cómo aquel era servidor de un terrateniente llamado Agrícola, el cual era cristiano, y ambos fueron condenados por no renunciar a su fe.
Vital fue el primero en recibir martirio; sus torturadores, para hacerle renegar de sus creencias, experimentaron todo tipo de formas de tortura. Sin embargo, según cuenta Ambrosio, su cuerpo no mostraba ningún daño ni herida. Murió invocando el nombre de Jesús.
Habiendo obligado a su amo Agrícola a asistir a las torturas sufridas por Vital, los verdugos intentaron asustarle e inducirle a abjurar el cristianismo, pero todo fue inútil, por lo que decidieron crucificar al amo, dándole muerte. Las fechas de estos martirios son dudosas, ciertas fuentes sostienen que tuvieron lugar durante el mandato de Nerón, otras hablan de Marco Aurelio y Ambrosio de Milán especifica que tuvieron lugar en el año 304, aunque esta última es la más dudosa.
Por todo ello, se dice que esta historia tiene todos los visos de ser ficticia o errónea. Quienes lo afirman se basan en que las narraciones de Ambrosio y la leyenda de Ursicino sitúan los hechos en fechas diferentes. Pocos aceptan que Vital o Agrícola pudieran haber sido víctimas de las persecuciones de Diocleciano (284-305), pues no se ha podido encontrar ninguna prueba documental sobre el asunto.
Gian Domenico Gordini escribe lo siguiente: «Ambos cuerpos fueron sepultados en un cementerio hebreo, pero se ignora el por qué; ¿acaso eran de origen judío? De ser cierta la crucifixión de Agrícola, habría que suponer que no era ciudadano romano, puesto que para estos la pena capital era, habitualmente la decapitación».
San Vital es venerado en Roma, Nápoles, Faenza, Rímini, Como, Ferrara, Venecia y Verona, en Italia; y en Zadar (Croacia). Sin embargo, el templo más famoso de este santo católico es la iglesia de San Vital en Rávena, obra maestra de la arquitectura bizantina. Su fiesta es el 28 de abril.
Se creía que sus restos descansan en la catedral de México, a donde fueron trasladados para la consagración de las aras de los templos. Sin embargo, la osamenta ubicada en la capilla de las reliquias, a un costado de la sacristía, corresponde al cuerpo de uno de tantos mártires de las catacumbas con nombre similar.